# Modelo de variável latente
Um modelo de variável latente é um modelo estatístico que relaciona um conjunto de variáveis observáveis (as chamadas variáveis manifestas ) a um conjunto de variáveis latentes. 
Supõe-se que as respostas sobre os indicadores ou variáveis manifestas são o resultado da posição de um indivíduo sobre a (s) variável (s) latente (s), e que as variáveis manifestas não têm nada em comum após o controle da variável latente ( independência local). 
Diferentes tipos do modelo de variáveis latentes podem ser agrupados de acordo com se as variáveis manifestas e latentes são categóricas ou contínuas: 

|                    | Variáveis de manifesto    | Variáveis de manifesto     |
| ------------------ | ------------------------- | -------------------------- |
| Variáveis latentes | Contínuo                  | Categórico                 |
| Contínuo           | Análise fatorial          | Teoria da resposta ao item |
| Categórico         | Análise de perfil latente | Análise de classe latente  |

O modelo Rasch representa a forma mais simples da teoria da resposta a itens. Os modelos de misturas são centrais para a análise de perfis latentes. 
Na análise fatorial e análise de traços latentes, as variáveis latentes são tratadas como variáveis contínuas normalmente distribuídas, e na análise de perfil latente e análise de classe latente a partir de uma distribuição multinomial. As variáveis manifestas na análise fatorial e na análise do perfil latente são contínuas e, na maioria dos casos, sua distribuição condicional, dadas as variáveis latentes, é considerada normal. Na análise de traços latentes e na análise de classes latentes, as variáveis manifestas são discretas. Essas variáveis podem ser variáveis dicotômicas, ordinais ou nominais. Suas distribuições condicionais são consideradas binomiais ou multinomiais. 
Como a distribuição de uma variável latente contínua pode ser aproximada por uma distribuição discreta, a distinção entre variáveis contínuas e discretas acaba por não ser fundamental. Portanto, pode haver uma variável latente psicométrica, mas não uma variável psicométrica psicológica. 
Recentemente, DSDs e Modelagem de Variáveis Latentes foram aplicados pela primeira vez à otimização de um procedimento de extração para analisar compostos alvo presentes em amostras de vinho. A modelagem de variáveis latentes pode ser uma ferramenta relevante para a otimização de técnicas analíticas, contribuindo para a implementação de protocolos de otimização mais rigorosos, sistemáticos e mais eficientes.